# (4589) McDowell
(4589) McDowell (1933 OB) – planetoida z pasa głównego asteroid okrążająca Słońce w ciągu 3,8 lat w średniej odległości 2,43 j.a. Odkryta 24 lipca 1933 roku.